# 索爾姆斯-勞巴赫的索菲
索爾姆斯-勞巴赫的索菲（德語：Sophie von Solms-Laubach，1594年5月15日—1651年5月16日），布蘭登堡-安斯巴赫藩侯夫人，索爾姆斯家族成員。約翰·格奧爾格一世的女兒。

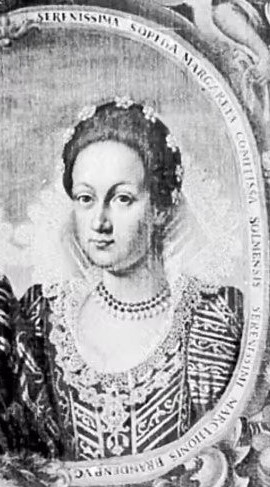
索爾姆斯-勞巴赫的索菲

## 家庭
1612年，索菲與安斯巴赫藩侯約阿希姆·恩斯特結婚，兩人共有2子1女：
1. 索菲（1614年—1646年）
2. 腓特烈（1616年—1634年）
3. 阿爾布雷希特（1620年—1667年）